# Conters im Prättigau
Conters im Prättigau és un municipi del cantó dels Grisons (Suïssa), situat al districte de Prättigau/Davos.